# Perissus atronotatus
Perissus atronotatus är en skalbaggsart som beskrevs av Maurice Pic 1937. Perissus atronotatus ingår i släktet Perissus och familjen långhorningar.
Artens utbredningsområde är Laos. Inga underarter finns listade i Catalogue of Life.